# Xe trượt lòng máng tại Thế vận hội Mùa đông 2018 - Hai người nữ
Nội dung hai người nữ của môn xe trượt lòng máng tại Thế vận hội Mùa đông 2018 diễn ra vào ngày 20 và 21 tháng 2 tại Alpensia Sliding Centre gần Pyeongchang, Hàn Quốc.

## Kết quả
Hai lượt thi đầu vào ngày 20 tháng 2, hai lượt cuối ngày 21 tháng 2 năm 2018.
| Hạng | STT | Quốc gia                     | Tên                                                            | Lượt 1   | Lượt 2 | Lượt 3   | Lượt 4 | Tổng    | Kém   |
| ---- | --- | ---------------------------- | -------------------------------------------------------------- | -------- | ------ | -------- | ------ | ------- | ----- |
| 1    | 6   | Đức                          | Mariama Jamanka Lisa Buckwitz                                  | 50.54    | 50.72  | 50.49    | 50.70  | 3:22.45 | –     |
| 2    | 5   | Hoa Kỳ                       | Elana Meyers Taylor Lauren Gibbs                               | 50.52 TR | 50.81  | 50.46 TR | 50.73  | 3:22.52 | +0.07 |
| 3    | 4   | Canada                       | Kaillie Humphries Phylicia George                              | 50.72    | 50.88  | 50.52    | 50.77  | 3:22.89 | +0.44 |
| 4    | 8   | Đức                          | Stephanie Schneider Annika Drazek                              | 50.63    | 50.93  | 50.71    | 50.70  | 3:22.97 | +0.52 |
| 5    | 7   | Hoa Kỳ                       | Jamie Greubel Poser Aja Evans                                  | 50.59    | 50.99  | 50.59    | 50.85  | 3:23.02 | +0.57 |
| 6    | 9   | Canada                       | Alysia Rissling Heather Moyse                                  | 50.81    | 50.95  | 50.83    | 51.04  | 3:23.63 | +1.18 |
| 7    | 13  | Canada                       | Christine de Bruin Melissa Lotholz                             | 50.94    | 50.91  | 50.75    | 51.29  | 3:23.89 | +1.44 |
| 8    | 17  | Anh Quốc                     | Mica McNeill Mica Moore                                        | 50.77    | 50.95  | 51.16    | 51.19  | 3:24.07 | +1.62 |
| 9    | 12  | Thụy Sĩ                      | Sabina Hafner Rahel Rebsamen                                   | 50.86    | 51.16  | 51.07    | 51.21  | 3:24.30 | +1.85 |
| 10   | 14  | Áo                           | Christina Hengster Valerie Kleiser                             | 51.23    | 51.04  | 51.00    | 51.24  | 3:24.51 | +2.06 |
| 11   | 15  | Bỉ                           | Elfje Willemsen Sara Aerts                                     | 51.03    | 51.27  | 51.10    | 51.21  | 3:24.61 | +2.16 |
| DSQ  | 11  | Vận động viên Olympic từ Nga | Nadezhda Sergeeva Anastasia Kocherzhova                        | 51.01    | 51.49  | 51.29    | 51.37  | 3:25.16 | +2.71 |
| 12   | 20  | Bỉ                           | An Vannieuwenhuyse Sophie Vercruyssen                          | 51.24    | 51.28  | 51.53    | 51.20  | 3:25.25 | +2.80 |
| 13   | 10  | Đức                          | Anna Köhler Erline Nolte                                       | 51.21    | 51.20  | 51.46    | 51.41  | 3:25.28 | +2.83 |
| 14   | 1   | Hàn Quốc                     | Kim Yoo-ran Kim Min-seong                                      | 51.24    | 51.20  | 51.32    | 51.55  | 3:25.31 | +2.86 |
| 15   | 19  | România                      | Maria Constantin Andreea Grecu                                 | 51.17    | 51.40  | 51.39    | 51.57  | 3:25.53 | +3.08 |
| 16   | 3   | Vận động viên Olympic từ Nga | Alexandra Rodionova Yulia Belomestnykh                         | 51.29    | 51.47  | 51.41    | 51.55  | 3:25.72 | +3.27 |
| 17   | 16  | Áo                           | Katrin Beierl Victoria Hahn                                    | 51.49    | 51.41  | 51.51    | 51.43  | 3:25.84 | +3.39 |
| 18   | 18  | Jamaica                      | Jazmine Fenlator-Victorian Carrie Russell                      | 51.29    | 51.50  | 51.83    | 51.32  | 3:25.94 | +3.49 |
| 19   | 2   | Nigeria                      | Seun Adigun Akuoma Omeoga (Lượt 1-2) Ngozi Onwumere (Lượt 3-4) | 52.21    | 52.55  | 52.31    | 52.53  | 3:29.60 | +7.15 |

Với việc Mariama Jamanka (thứ 1), Elana Meyers Taylor & Lauren Gibbs (thứ 2) và Phylicia George (thứ 3) đều nhận huy chương, đây là lần đầu tiên trong lịch sử Thế vận hội Mùa đông các vận động viên da đen cùng giành huy chương vàng, bạc và đồng trong cùng một nội dung.